# Confédération Française des Travailleurs Chrétiens
De Confédération Française des Travailleurs Chrétiens (Nederlands: Franse Confederatie van Christelijke Arbeiders), is een christelijke vakbeweging in Frankrijk met ca. 130.000 leden. Anders dan bij andere Frans vakbonden groeit het ledenaantal van de CFTC nog steeds.

## Geschiedenis
De CFTC kwam in 1919 tot stand na de fusie van 321 kleinere vakbonden (w.o. een kleinere CFTC). Programmatisch was de CFTC gebaseerd op de Katholieke sociale leer zoals neergeschreven in de encycliek Rerum Novarum (1891) door Paus Leo XIII. De vakbond streefde hervormingen na, maar was gekant tegen het revolutionaire programma van de communistische vakbond Confédération Générale du Travail (CGT, Algemene Confederatie van de Arbeid).
Na de Tweede Wereldoorlog was de CFTC gelieerd aan de Christendemocratische Mouvement Républicain Populaire (MRP, Republikeinse Volksbeweging), maar bleef wel zelfstandig.
In 1964 stemde de meerderheid van de CFTC-leden voor de secularisering en naamswijziging van de vakbond in Confédération Française Démocratique du Travail. Tien procent van de leden was echter tegen de omvorming van de CFTC in een nieuwe seculiere vakbond en richtten een nieuwe CFTC op.
Bij de verkiezingen voor de vakbondsraden in 2008 behaalde de vakbond 8,69% van de stemmen, iets minder dan in 2009 toen de CFTC 9,65% van de stemmen kreeg, zijn beste resultaat tot dan toe.

## Organisatie
De CFTC bestaat uit 22 regionale vakbonden, 100 departementele en 249 lokale vakbonden.
De CFTC bestaat uit 24 bonden, bijvoorbeeld voor ambtenaren, metaalarbeiders, leerkrachten, transport etc.
Onder haar leden telt de CFTC nogal veel ambtenaren en overheidspersoneel. In de regio Hauts-de-France, Lyon en omgeving, Saint-Étienne en omgeving, Laval (Mayenne) en Le Mans is de CFTC een relatief sterke vakbond, maar in Bretagne en Midden-Frankrijk is de CFTC zwakker.

## Voorzitters
De huidige voorzitter van de CFTC is Jacques Voisin (herkozen bij het 50ste congres in oktober 2008).
- Jules Zirnheld: 1919-1940
- Georges Torcq: 1945-1948
- Gaston Tessier: 1948-1953
- Maurice Bouladoux: 1953-1961
- Georges Levard: 1961-1964
- Joseph Sauty: 1964-1970
- Jacques Tessier: 1970-1981
- Jean Bornard: 1981-1990
- Guy Drilleaud: 1990-1993
- Alain Deleu: 1993-2002
- Jacques Voisin: vanaf november 2002

## Secretarissen-Generaal
De huidige secretaris-generaal is Philippe Louis. Hij werd tijdens het 50ste congres in oktober 2008 gekozen. Zijn voorganger was Jacky Dintinger.
- Gaston Tessier: 1919-1940 en 1944-1948
- Maurice Bouladoux: 1948-1953
- Georges Levard: 1953-1961
- Eugène Descamps: 1961-1964
- Jacques Tessier: 1964-1970
- Jean Bornard: 1970-1981
- Guy Drilleaud: 1981-1990
- Alain Deleu: 1990-1993
- Jacques Voisin: 1993-2002
- Jacky Dintinger: 2002-2008
- Philippe Louis: vanaf oktober 2008

## Internationaal
Internationaal is de CFTC aangesloten bij het Internationaal Vakverbond en voor die tijd bij de Christelijke Wereldverbond van de Arbeid.

## Verwijzingen
1. ↑  De Katholieke Encyclopaedie, Tweede druk, door: red. De Katholieke Encyclopaedie, dl. 7 (1950), blz. 774
2. 1 2  Historical Dictionary of the French Fourth and Fifth Republics, 1946-1991, door: Wayne Northcutt (hoofdred.), 1992, blz. 98